# La più bella del mondo (brano musicale)
La più bella del mondo  è un brano musicale italiano del 1956, scritto e interpretato da Marino Marini, il più gran successo del cantautore, tuttavia la maggior parte delle vendite fu ottenuta dalla versione di Don Marino Barreto Junior che superò le 100.000 copie.
Nel 1981 pubblicò un album raccolta omonimo (Durium, LdA 6058)
È una canzone d'amore nella fase culminante, dove l'amore è estatico, fuori dei propri sensi.